# هرکولس بریتو رواس
هرکولس بریتو رواس (به پرتغالی: Hércules de Brito Ruas) مدافع اهل برزیل است که در شهر ریودو ژانیرو و در تاریخ ۹ اوت ۱۹۳۹ به دنیا آمده‌است.
هرکولس بریتو رواس در تیم‌های فوتبال واسکو دوگاما ،اینترناسیونال، واسکو دوگاما، فلامینگو، کروزیرو و Botafogo سابقهٔ حضور دارد. این بازیکن همچنین در سال، ۱۹۶۴ – ۱۹۷۲ برای، تیم ملی فوتبال برزیل به میدان رفته‌است